# Шапар
Ша́пар; или Ша́бар, Шы́быр (чув. Шӑпӑр, Шӑпар, Шӑппӑр) — традиционный чувашский музыкальный инструмент. Одна из двух разновидностей волынки (наряду с сарнай), распространённых у чуваш.

## Этимология
Согласно этимологическому словарю Егорова В.Г., название происходит из персидского языка - шейпур («музыкальная труба», «рожок», «флейта»). Диалектным вариантом слово «шăпăр» является «шăхăр» — «свисток».
В чувашском языке для обозначения пузыря,есть два слова:хампа и шабар.И поэтому этимология этого слова не может восходить к еврейскому слову шофар,скорее наоборот еврейское слово шофар является фонетическим вариантом чувашского слова шабар(пузырь).

## Конструкция
Воздушным резервуаром инструмента служит кожаный мешок. Он был изготовлен из коровьего желудка или мочевого пузыря. Перед игрой этот мешок обычно намачивают, чтобы он стал эластичным и не пропускал воздух. В него вставлена короткая деревянная трубка из кости для вдувания воздуха и две мелодические металлические трубки, одна из них с двумя игровыми отверстиями, другая — с четырьмя. На концы мелодических трубок надет общий раструб из коровьего рога. Пищики делаются из тростника или гусиного пера.

## В культуре
Шапар — один из древнейших национальных инструментов чувашей. В прошлом шапар применялся при совершении религиозных обрядов, в том числе, звучал на весеннем земледельческом празднике венчания плуга и земли (Акатуй); или например, при церемонии изгнания бесов — вирми. Звукам инструмента приписывалась таинственная, магическая и колдовская сила, которая могла быть как благодетельной, так и несущей зло. Исполнителей на шапаре уважали и боялись.
Чувашских волынщиков называли шапарси (чув. шăпăрçă) . Они обязательно участвовали во всех народных празднествах и мероприятиях, на ярмарках, свадьбах, похоронах. Особым почетом волынщики были окружены на свадьбах. Звучанием шыбра открывалась праздничная церемония. Затем верхом на коне шапарси сопровождал жениха в поездке за невестой. Игрой на шапаре встречали свадебный поезд. Музыкант во время свадьбы располагался на особом возвышении и на шапаре исполнял плясовые мелодии и особые обрядовые наигрыши. Перед причитанием невесты на шапаре играли специальное вступление, затем исполнялась другая мелодия, сопровождающая само причитание. Если на свадьбе было два волынщика (один ‑ из свиты жениха, другой ‑ из свиты невесты), то между ними завязывалось музыкально-исполнительское состязание, кто дольше сыграет без отдыха. Была известна пословица: «После свадьбы на шыбре не играют».